# Сегура (река)
Сегу́ра (исп. Segura) — река на юго-востоке Испании. Длина реки — 325 км.
Берёт начало в провинции Хаэн в местечке Сантьяго-Понтонес. Высота истока — 1413 м над уровнем моря. Протекает через города Каласпарра, Сьеса, Мурсия, Ориуэла, Рохалес и впадает в Средиземное море около города Гуардамар-дель-Сегура в провинции Аликанте. Основные притоки: Мундо, Аларабе, Мула, Сангонера, Бенамор и Гуадалентин.

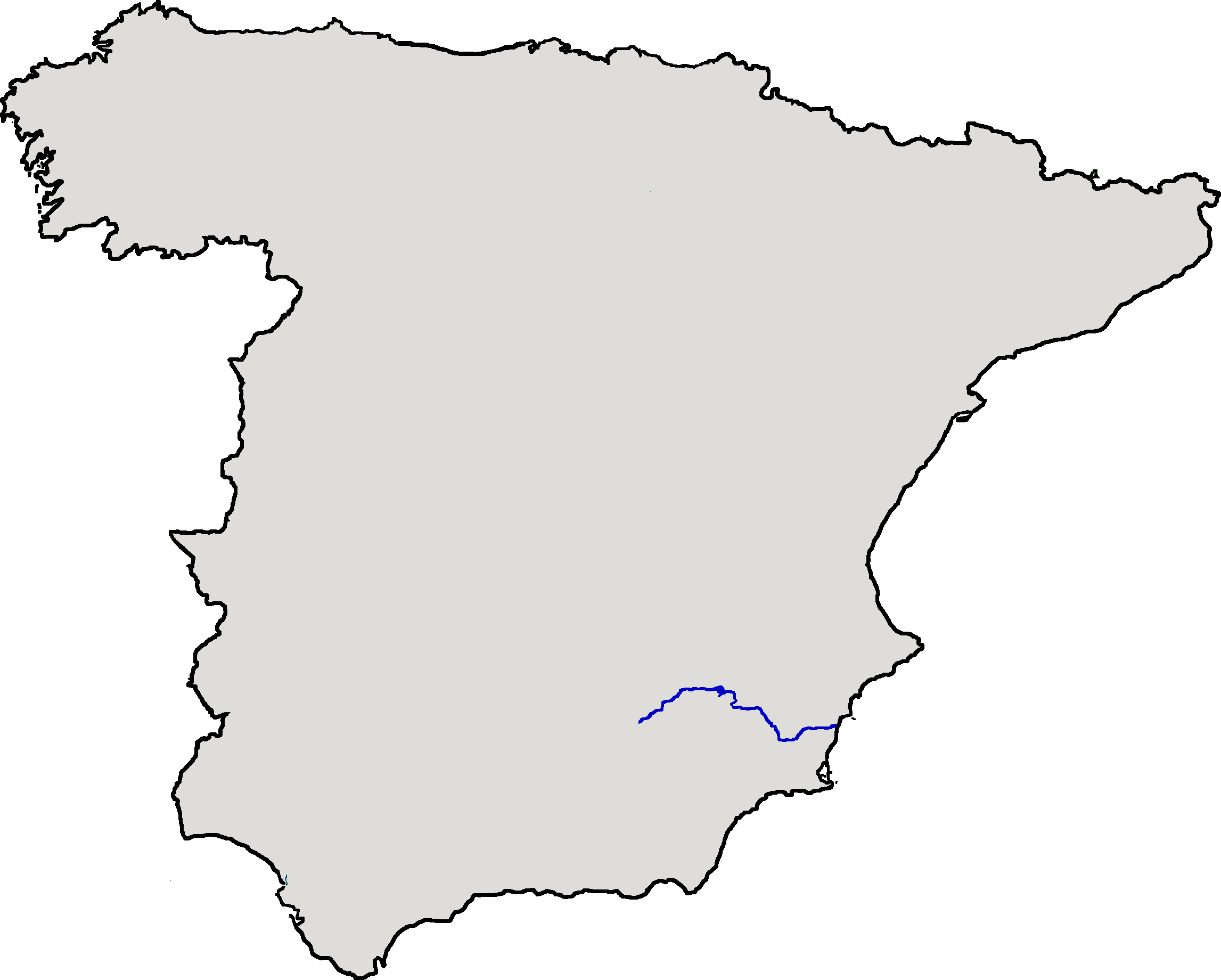

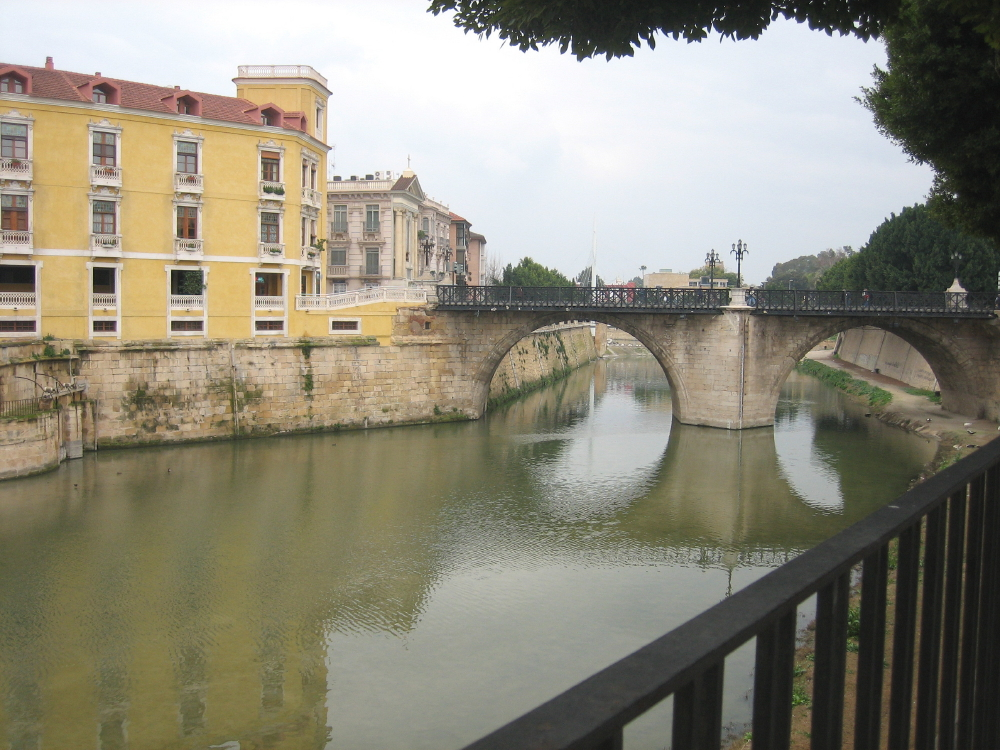
Сегура в Мурсии. На заднем плане — мост Опасностей.

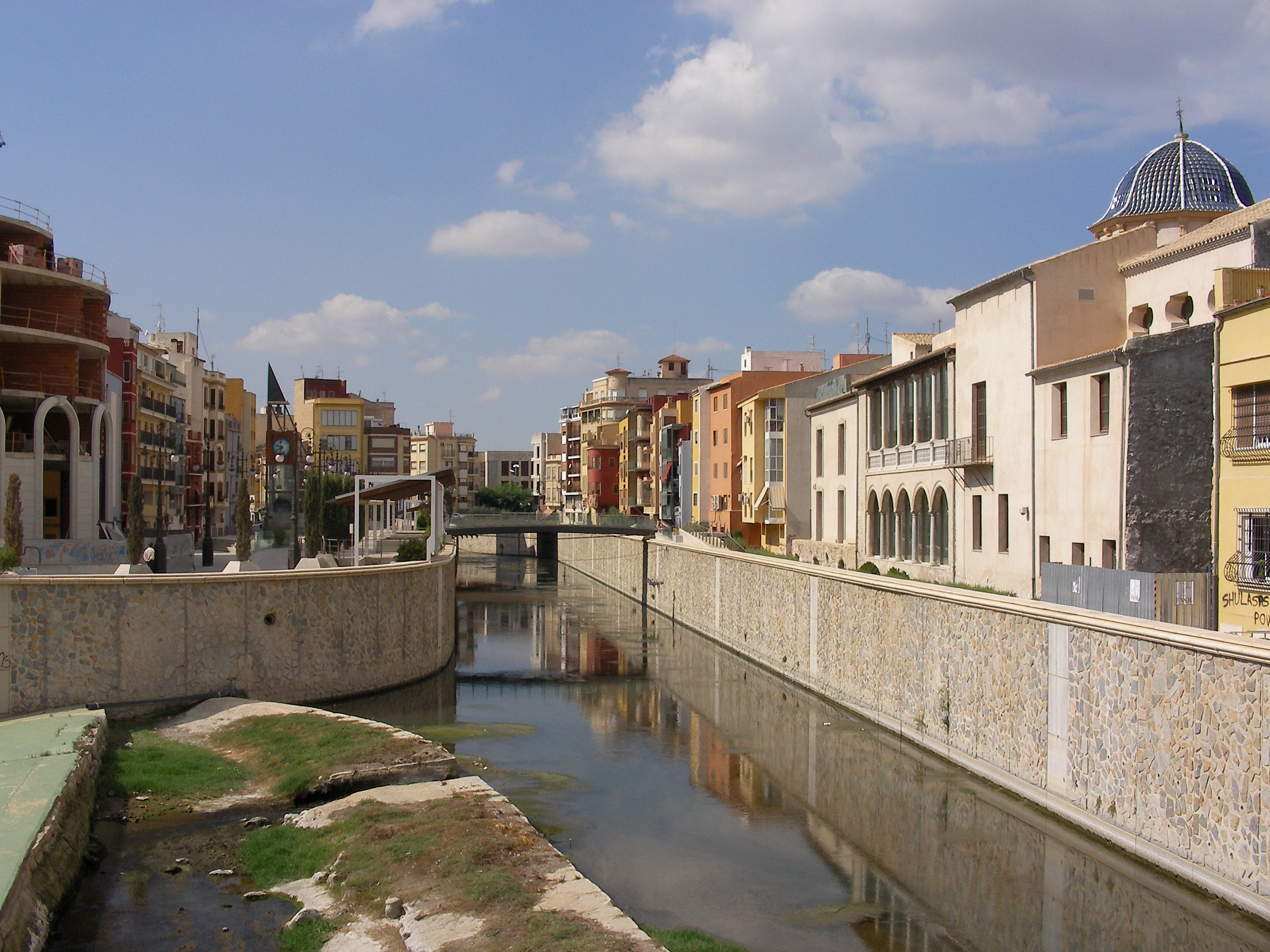
Сегура в Ориуэле

Сегура обычно находится в состоянии засухи, однако, время от времени, на реке случаются наводнения из-за проливных дождей, которые случаются раз в 6-9 лет, всегда осенью.
| Место                 | Расход    |
| --------------------- | --------- |
| Сенахо                | 17,1 м³/с |
| Сьеса                 | 26,3 м³/с |
| Ориуэла               | 5 м³/с    |
| Гвардамар-дель-Сегура | 1 м³/с    |

В двадцатом веке значительные наводнения случались в 1946, 1948, 1973, 1982, 1987 и 1989. С 1990 в нижнем течении реки были прорыты каналы, срезающие излучины и улучшающие таким образом отвод паводковых вод. В сентябре 1997 и октябре 2000 был опробован новый канал, когда проливные дожди вызвали значительное повышение уровня воды.
| Дата         | Мурсия     | Ориуэла    |
| ------------ | ---------- | ---------- |
| октябрь 1651 | 1.700 м³/с |            |
| октябрь 1834 | 1.000 м³/с |            |
| октябрь 1879 | 1.890 м³/с |            |
| апрель 1946  | 1.187 м³/с | 1.138 м³/с |
| октябрь 1948 | 934 м³/с   | 1.172 м³/с |
| ноябрь 1987  |            | 1.000 м³/с |

Аллювиальная равнина реки называется здесь Вега-дель-Сегура, это плодородный сельскохозяйственный район, где выращивают разнообразные овощи, фрукты и цветы. Вегас делится на три площади: Альта, Медиа и Баха (верхняя, средняя и нижняя).
Раньше Сегура была одной из самых загрязнённых рек в Европе. Тем не менее, в последние годы ситуацию значительно улучшили экстенсивные методы управления ресурсами реки и введение в эксплуатацию водоочистных систем.